# Episodi di Airwolf (prima stagione)
La prima stagione della serie televisiva Airwolf è stata trasmessa negli Stati Uniti per la prima volta dall'emittente CBS dal 22 gennaio al 14 aprile 1984 ed è composta da 12 episodi.
In Italia la stagione è stata trasmessa in prima visione da Italia 1 con il titolo "Supercopter".
| nº | Titolo originale                 | Titolo italiano                 | Prima TV USA     | Prima TV Italia |
| -- | -------------------------------- | ------------------------------- | ---------------- | --------------- |
| 1  | Shadow of the Hawke (part 1 & 2) | L'ombra del falco (parte 1 & 2) | 22 gennaio 1984  |                 |
| 2  | Shadow of the Hawke (part 1 & 2) | L'ombra del falco (parte 1 & 2) | 22 gennaio 1984  |                 |
| 3  | Daddy's Gone a Hunt'n            | Papà se n'è andato a caccia     | 28 gennaio 1984  |                 |
| 4  | Bite of the Jackal               | Il morso dello sciacallo        | 4 febbraio 1984  |                 |
| 5  | Proof Through the Night          | Prova nella notte               | 11 febbraio 1984 |                 |
| 6  | One Way Express                  | One Way Express                 | 18 febbraio 1984 |                 |
| 7  | Echos From the Past              | Echi dal passato                | 3 marzo 1984     |                 |
| 8  | Fight Like a Dove                | Volare come una colomba         | 10 marzo 1984    |                 |
| 9  | Mad Over Miami                   | Pazzi su Miami                  | 24 marzo 1984    |                 |
| 10 | And They Are Us                  | E loro sono noi                 | 31 marzo 1984    |                 |
| 11 | Mind of the Machine              | La mente della macchina         | 7 aprile 1984    |                 |
| 12 | To Snare a Wolf                  | Intrappolare un lupo            | 14 aprile 1984   |                 |

## L'ombra del falco (parte 1 & 2)
- Titolo originale: Shadow of the Hawke (part 1 & 2)
- Diretto e scritto da: Donald P. Bellisario
- Scritto da: Donald P. Bellisario

### Trama
- Guest star:
- Altri interpreti:

## Papà se n'è andato a caccia
- Titolo originale: Daddy's Gone a Hunt'n
- Diretto da: Virgil W. Vogel
- Scritto da: Burton Armus

### Trama
- Guest star:

## Il morso dello sciacallo
- Titolo originale: Bite of the Jackal
- Diretto da: Alan J. Levi
- Scritto da: Nicholas Corea

### Trama
- Guest star: Susanne Reed (Laura), Shannen Doherty (Phoebe Danner)[3]

## Prova nella notte
- Titolo originale: Proof Through the Night
- Diretto da: Harvey Laidman
- Scritto da: Clyde Ware

### Trama
- Guest star:

## One Way Express
- Titolo originale: One Way Express
- Diretto da: Alan J. Levi
- Scritto da: Burton Armus

### Trama
- Guest star:

## Echi dal passato
- Titolo originale: Echos From the Past
- Diretto da: Harvey Laidman
- Scritto da: C.R. O'Christopher

### Trama
- Guest star: Christopher Connelly (Saint John Hawke) [4]

## Volare come una colomba
- Titolo originale: Fight Like a Dove
- Diretto da: Stephen Dollinger
- Scritto da: Burton Armus

### Trama
- Guest star:

## Pazzi su Miami
- Titolo originale: Mad Over Miami
- Diretto da: David Hemmings
- Scritto da: Joseph Gunn

### Trama
- Guest star:

## E loro sono noi
- Titolo originale: And They Are Us
- Diretto da: Nicholas Corea
- Scritto da: Nicholas Corea

### Trama
- Guest star:

## La mente della macchina
- Titolo originale: Mind of the Machine
- Diretto da: Ivan Dixon
- Scritto da: T.S. Cook

### Trama
- Guest star: David Carradine (dott. Robert Winchester)

## Intrappolare un lupo
- Titolo originale: To Snare a Wolf
- Diretto da: Alan J. Levi
- Scritto da: Louis F. Vipperman

### Trama
- Guest star: Kathleen Lloyd (Antonia "Toni" Donatelli), Jeff MacKay (serg. Willie Nash)